# 恐怖格斗
《恐怖格斗》 是一款由Huracan Studio工作室开发的格斗游戏，于2015年发布。它是一个结合了很多恐怖电影所开发出的一款格斗游戏，角色有《十三号星期五》经典的杰森·沃尔希斯、月光光心慌慌》里的《迈克尔·迈尔斯、《猛鬼街》里的梦魇弗莱迪·克鲁格等角色。